# Sterculia pruriens
Sterculia pruriens là một loài thực vật có hoa trong họ Cẩm quỳ. Loài này được (Aubl.) K.Schum. miêu tả khoa học đầu tiên năm 1886.